# Philinopsis taronga
Philinopsis taronga is een slakkensoort uit de familie van de Aglajidae. De wetenschappelijke naam van de soort is voor het eerst geldig gepubliceerd in 1933 door Allan.